# Cantharellus wellingtonensis
Cantharellus wellingtonensis är en svampart som beskrevs av McNabb 1971. Cantharellus wellingtonensis ingår i släktet Cantharellus och familjen kantareller.   Inga underarter finns listade i Catalogue of Life.